# Kenzō Ōhashi
Kenzō Ōhashi (jap. 大橋 謙三, Ōhashi Kenzō; * 21. April 1934 in der Präfektur Hiroshima; † 21. Dezember 2015) war ein japanischer Fußballspieler und -trainer.

## Nationalmannschaft
1958 debütierte Ōhashi für die japanische Fußballnationalmannschaft. Mit der japanischen Nationalmannschaft qualifizierte er sich für die Asienspiele 1958.

## Errungene Titel
- Japan Soccer League: 1965, 1966, 1967
- Kaiserpokal: 1965, 1967